# Antoni II Kauleas
Antoni II Kauleas, gr. Αντώνιος Β΄ (zm. 12 lutego 901) – patriarcha Konstantynopola w latach 893–901.

## Życiorys
Był patriarchą Konstantynopola od sierpnia 893 do śmierci. Jest świętym kościoła prawosławnego i rzymskokatolickiego, jego wspomnienie jest 12 lutego.